# Hormonia
Hormonia was een Vlaamse humoristische meidengroep.
De komische band was een trio, bestaande uit de actrices Tine Embrechts, Nele Bauwens en Karlijn Sileghem die onder schuilnamen de spot dreven met geprefabriceerde inhoudsloze vrouwengroepen. Het was een parodie op sexy groepen in het genre van Opium.  Hun absurde teksten werden geschreven door Hugo Matthysen die de groep als het vrouwelijke antwoord op de Clement Peerens Explosition zag. Het initiatief voor Hormonia werd genomen door Tine Reymer. De groep was vooral actief tussen 2004 en 2006. De single Kevin, geproduceerd door Jean Blaute, stond in 2005 negen weken in de Ultratop.

## Bandleden
- Shania De Bie (Tine Embrechts)
- Audrey Verpooten (Nele Bauwens)
- Rani Van Dessel (Karlijn Sileghem)

## Singles
- "Sex in de nacht" (2004)
- "Kevin" (2005)
- "Ge zijt nen John"
- "Hapjes"
- "Moordmachine"
- "Haag en das"
- "Luie luie man"
- "Wilde zwaan"
- "Ik sta niet met groen"
- "Flamingoroze schoentjes met een hak"
- "Trap het af"
- "Baby baby baby"
- "Alles heeft zijn positieve kant"